# Festival BD d'Arlon
Pour les articles homonymes, voir Festival de la bande dessinée.
Arlon, le tout BD des 3 frontières est un festival de la bande dessinée et du livre pour enfants.

## Organisation
Chaque année entre 2000 et 2015, le festival de la bande dessinée d'Arlon est organisé pendant un weekend du mois d'octobre et se tient au parc des expositions d'Arlon (Belgique).
L'organisation est assurée par le Cercle Auguste Renaud de Halanzy (B) et l'association Nature au Pays-Haut de Longwy (F).

## Les évènements
- Les 16 et 17 septembre 2000, la première édition.
- Les 15 et 16 septembre 2001, la deuxième édition.
- Les 14 et 15 septembre 2002, la troisième édition.
- Les 13 et 14 septembre 2003, la quatrième édition, à l'honneur René Hausman.
- Les 11 et 12 septembre 2004, la cinquième édition, à l'honneur Frank Pé.
- Les 10 et 11 septembre 2005, la sixième édition, à l'honneur Marcel Marlier.
- Les 9 et 10 septembre 2006, la septième édition, à l'honneur Hermann.
- Les 27 et 28 octobre 2007, la huitième édition, à l'honneur André Geerts.
- Les 25 et 26 octobre 2008, la neuvième édition, à l'honneur Maryse Charles et Jean-François Charles.
- Les 24 et 25 octobre 2009, la dixième édition, à l'honneur André Taymans.
- Les 16 et 17 octobre 2010, la onzième édition, à l'honneur Marc Hardy.
- Les 15 et 16 octobre 2011, la douzième édition, à l'honneur Béatrice Tillier.
- Les 20 et 21 octobre 2012, la treizième édition, à l'honneur Jean-Claude Servais.
- Les 19 et 20 octobre 2013, la quatorzième édition, à l'honneur Diana Kennedy.
- Les 18 et 19 octobre 2014, la quinzième édition, à l'honneur Philippe Sombreval.
- Les 17 et 18 octobre 2015, la seizième édition, à l'honneur Théo